# Peugeot Typ 148
Der Peugeot Typ 148 ist ein frühes Automodell des französischen Automobilherstellers Peugeot, von dem von 1913 bis 1914 im Werk Lille 83 Exemplare produziert wurden.
Die Fahrzeuge besaßen einen Vierzylinder-Viertaktmotor, der vorne angeordnet war und über Kardan die Hinterräder antrieb. Der Motor leistete aus 4.536 cm³ Hubraum 18 PS.
Es gab die Modelle 148 und 148 S. Bei einem Radstand von 361 cm betrug die Spurbreite 146 cm. Die Karosserieformen Limousine und Torpedo boten Platz für vier bis fünf Personen.